# Cascina (L'Aquila)
Cascina è stata un'antica località situata in Abruzzo, nell'altopiano di Cascina, nei pressi di Cagnano Amiterno.
Nel XIII secolo è stato uno dei castelli che hanno partecipato alla fondazione dell'Aquila.

## Geografia

### Territorio
Il castello di Cascina era situato a circa 1 110 metri s.l.m., in posizione predominante sull'omonimo altopiano, nel territorio comunale di Cagnano Amiterno.

## Storia
Le prime documentazioni risalgono al XII secolo; nel 1145 il borgo era parte dei possedimenti del barone Tommaso di Preturo, unitamente al vicino castello di Forcella d'Amiterno, e contava circa settantadue famiglie. L'origine del castello potrebbe essere legata alla progressiva decadenza di Amiterno, i cui abitanti si sparsero in tutta l'alta valle dell'Aterno.
Nel XIII secolo partecipò — in maniera autonoma rispetto ai già citati castelli di Forcella e Preturo — alla fondazione dell'Aquila, ricevendo nel un locale nel quarto di San Pietro dove edificò, nel 1280 la chiesa di Santa Maria di Cascina. La chiesa venne poi soppressa nel 1795.
In seguito alla crescita di prestigio della nuova città, il villaggio si spopolò. Nel 1630, per una somma pari a 5 600 ducati, L'Aquila acquistò il castello ormai ridotto a rudere. Con l'unità d'Italia, la località venne ricompresa nel comune di Cagnano Amiterno.